# Magyar Radiátorgyár Rt.
A Magyar Radiátorgyár Rt. egy nagy budapesti ipari üzem volt Budapest X. kerületében.

## Története
A mai Gyömrői út 76-78. szám alatti telken a 19. század végén épült fel az üzem. (Közvetlenül mellette a Kőbányai Textilművek telepe volt.)
Kezdetben kokszra és külföldi eredetű, magas kalóriájú szénre gyártott fűtőberendezéseket, de az 1920-as évek gazdasági nehézségei rákényszerítették, hogy a magyarországi piacra szempontjait jobban figyelembe vevő újabb termékekkel álljon elő, azaz kiküszöbölje a külföldi szén behozatalát. Ennek érdekében a gyár kifejlesztette a magyar barnaszénre alapozott „Ichor folytonégő” kályhákat, illetve a központi fűtésre alkalmas hasonló kazánokat, a füstmentes tüzelésre különös tekintettel. Mindezek előtt saját kísérleti telepén az összes szénfajtákat komoly vizsgálatnak vetette alá.
Az 1920-as években más sikeres termékei voltak: „Marabu” láncrostélyszerkezet barnaszenek előtüzelésére, gőzfőzőkonyhakészülék „Marabu” gőzfőzőüstökkel, kazántelep „Marabu” kazánokkal, „Marabu” kazánok előtüzelőberendezéssel, kovácsoltvas „Marabu” kazán, „Marabu” gőzmosógép. A kovácsoltvas kazánok a szűkösebb helyekre, míg a láncrostélyos változat a nagy teljesítményt igénylő, és elengendő kialakítási hellyel rendelkező gyárakba volt ajánlott. Öntöttvas kazános telepekhez a gyár előtüzeléses berendezéssel tudta ellátni (azaz a barnaszén használatra átalakítani), bérházak esetében a szekunder légbevezetéssel ellátott kazánokat ajánlotta. A gazdasági élet racionalizálására fejlesztett ki gőzfőző- és gőzmosókonyhai gépeket. Ez utóbbi – központi hőellátással dolgozó – termékcsoportja gyorsan elterjedt, és számos szanatórium, intézet, kórház, internátus, és kaszárnya tért át ezek használatára a korábbi eszközök költségeinek töredékéért (például a veszendőbe menő melegmennyiség csökkentéséért).
A Magyar Radiátorgyár Rt. 1929-ben 700-800 munkást és tisztviselőt foglalkoztatott.
A gyár testvérvállalata volt a Szántó és Beck Gépgyára, amely cementipari és építőipari gépeket fejlesztett ki ugyanebben az időben.
A Magyar Radiátorgyárat 1948-ban államosították, 1950-ben Vegyipari Gép- és Radiátorgyár név alatt egyesítették a Magyar Vegyipari Gépgyár Rt.-vel. 1964. január 1-i hatállyal több vállalattal (Zuglói Gépgyár, Tartály- és Tárolóberendezések Gyára, Fémbútor- és Drótszövetgyár 1. sz. telepe) vonták össze.
A gyár iparvágánykapcsolattal rendelkezett a Budapest–Záhony-vasútvonal felé.
Megszűnt, helyén különböző cégek működnek.

## Képtár

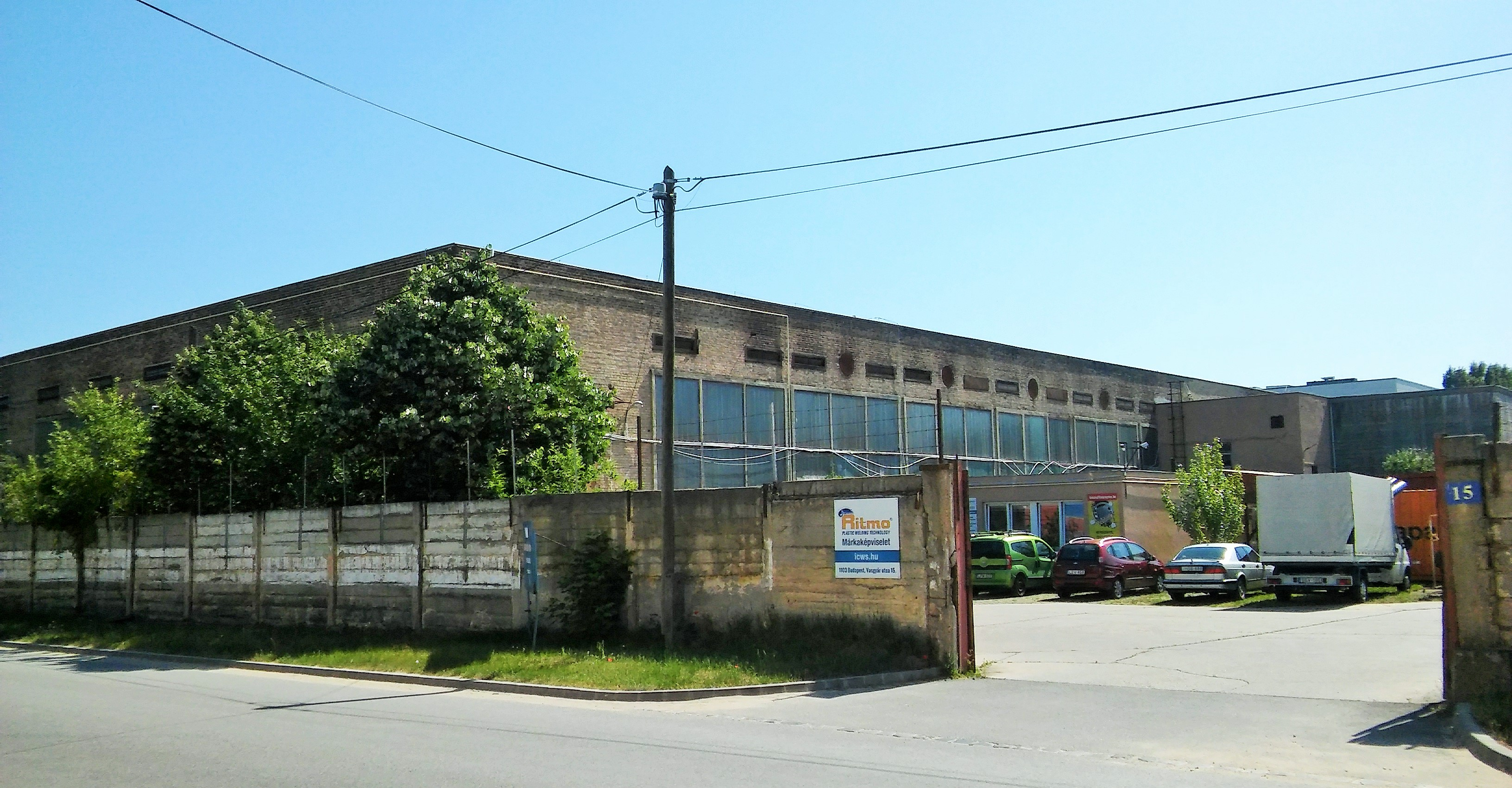
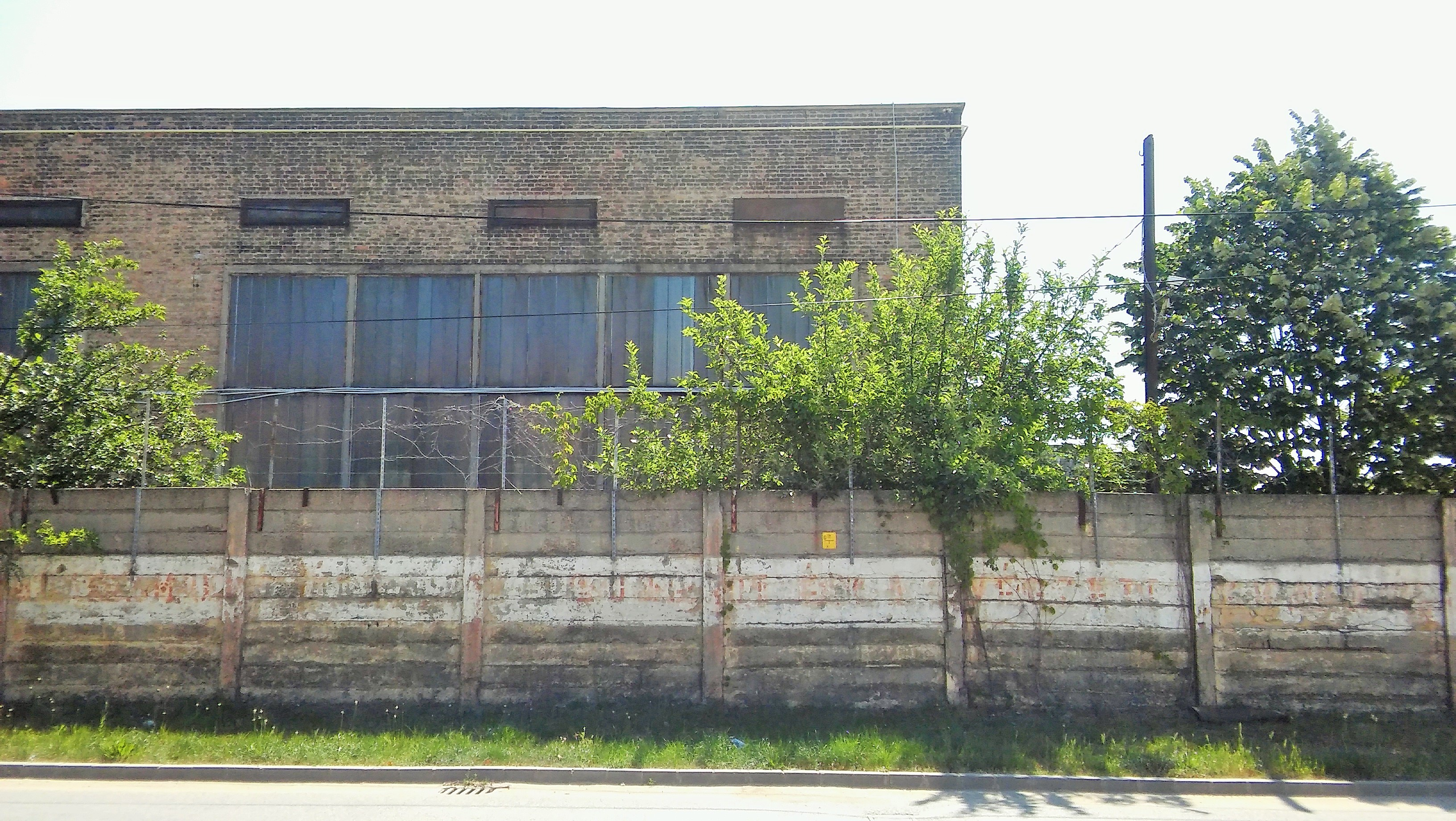
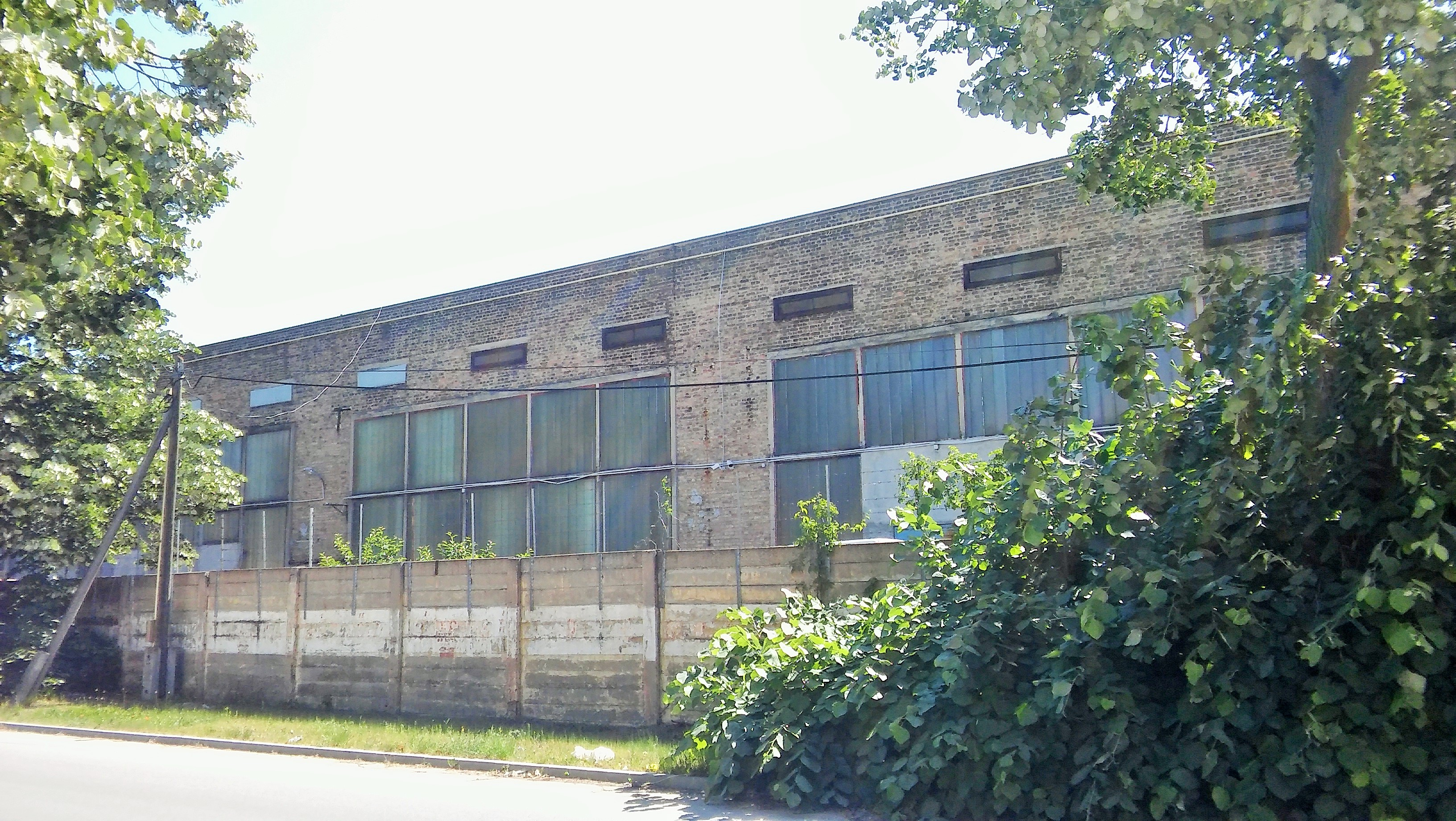
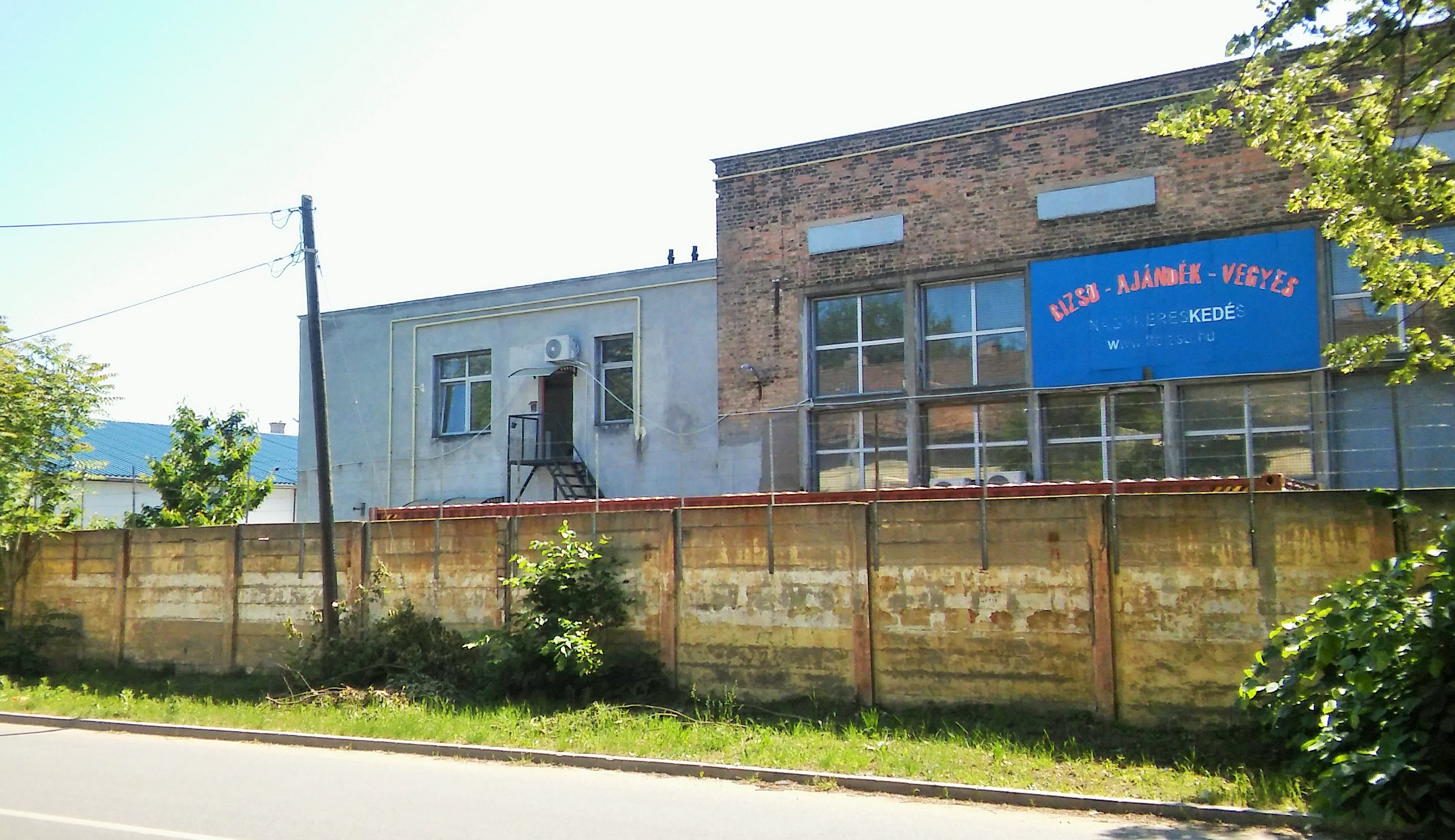
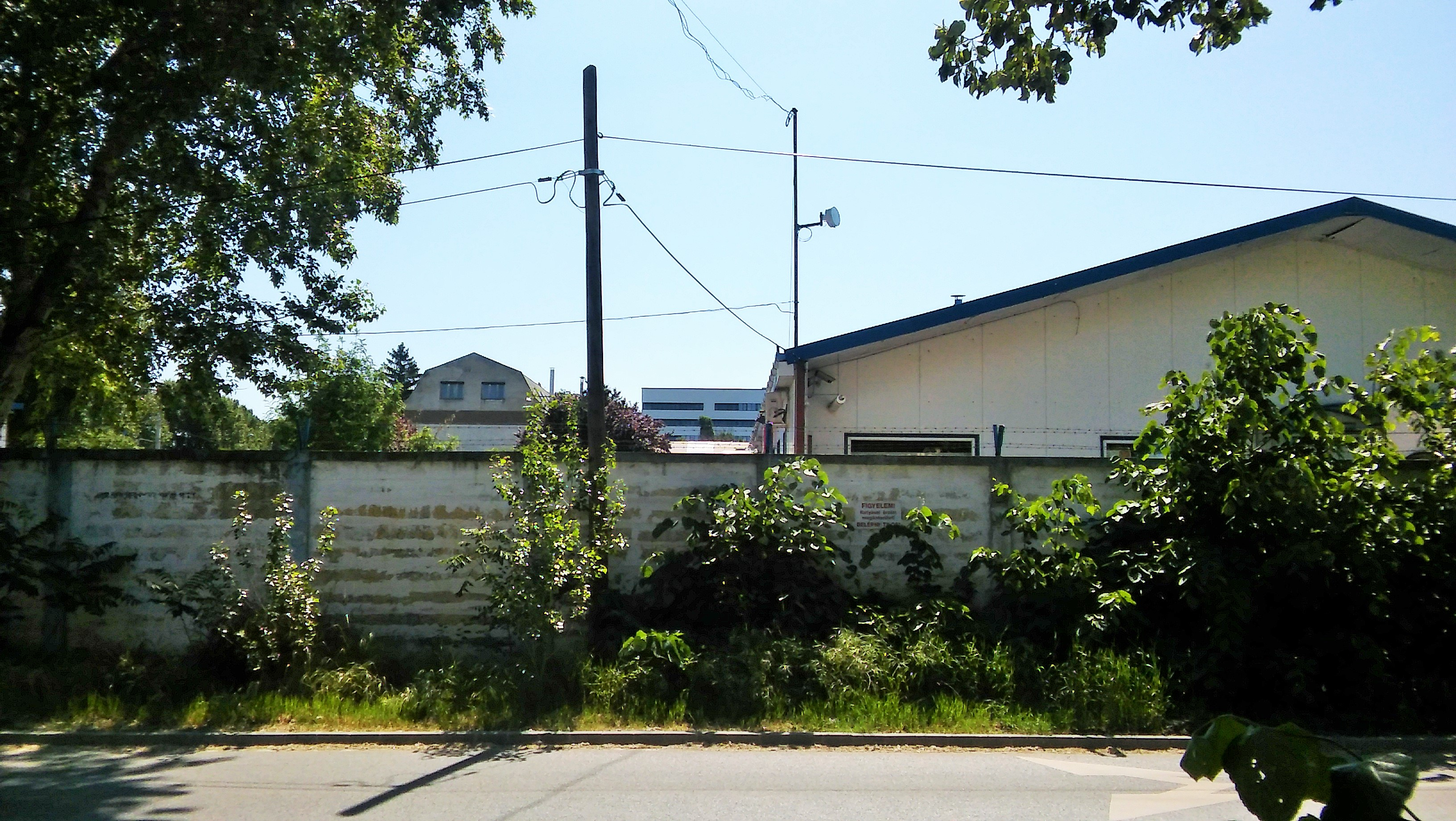
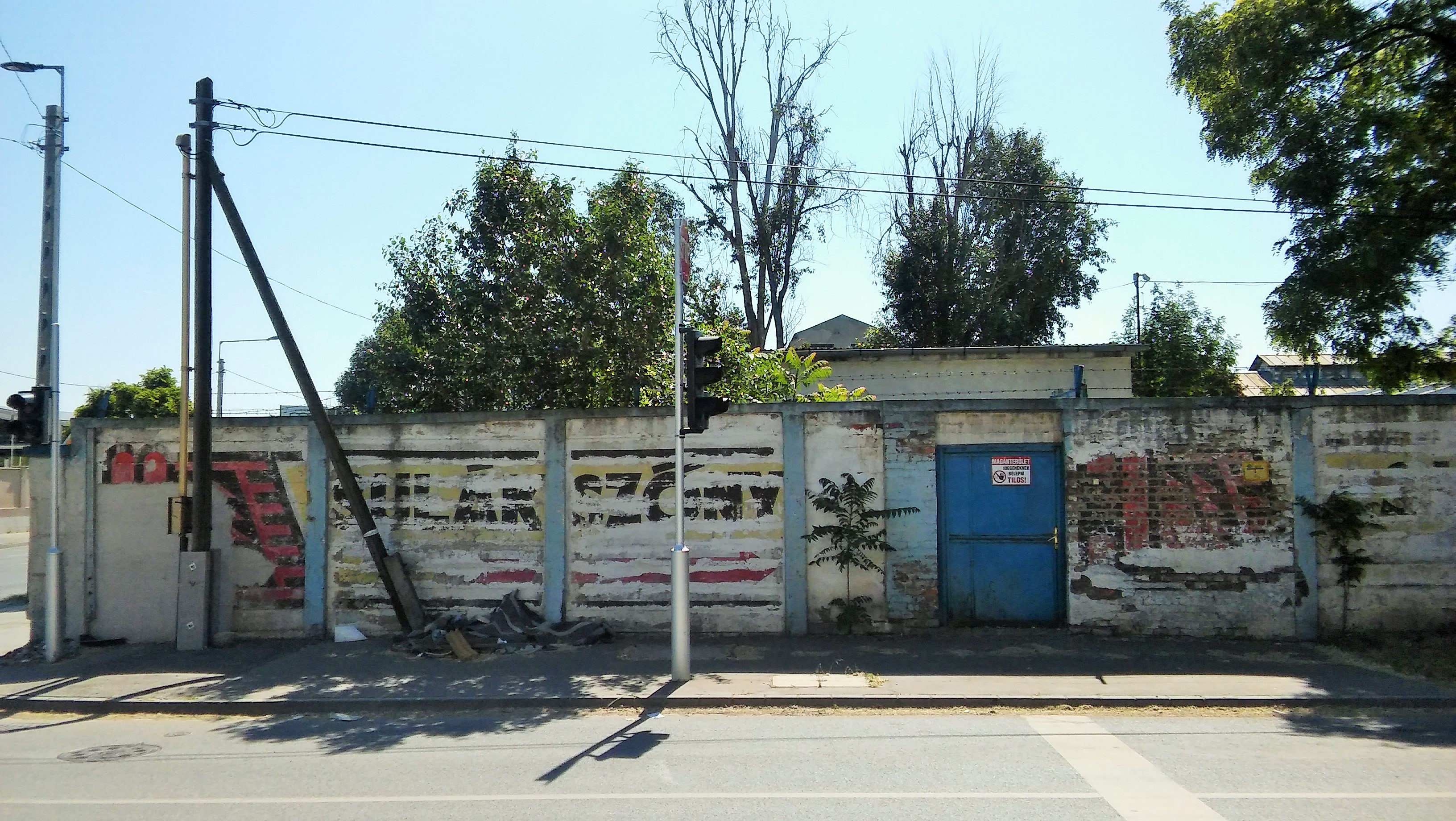
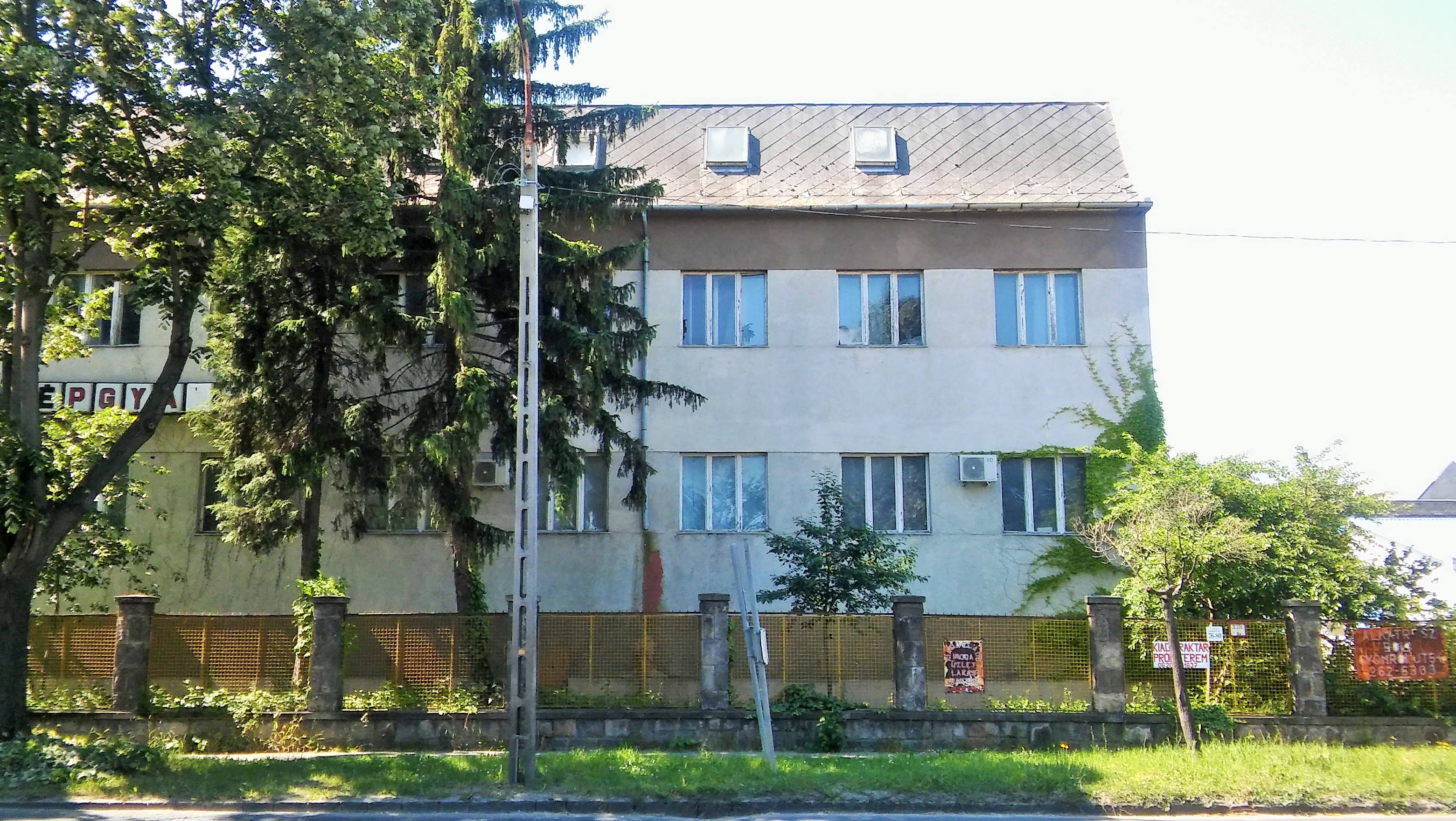
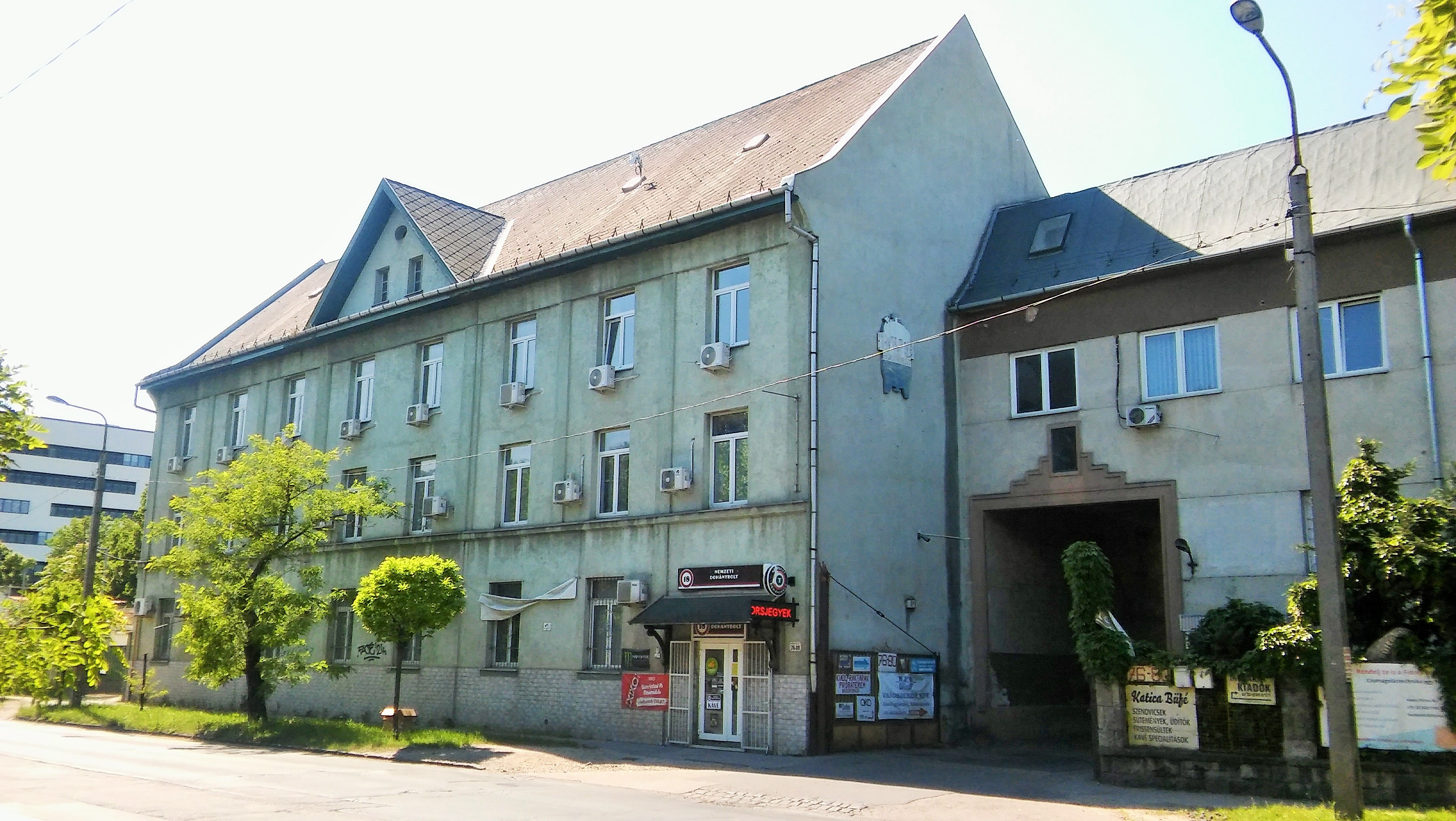
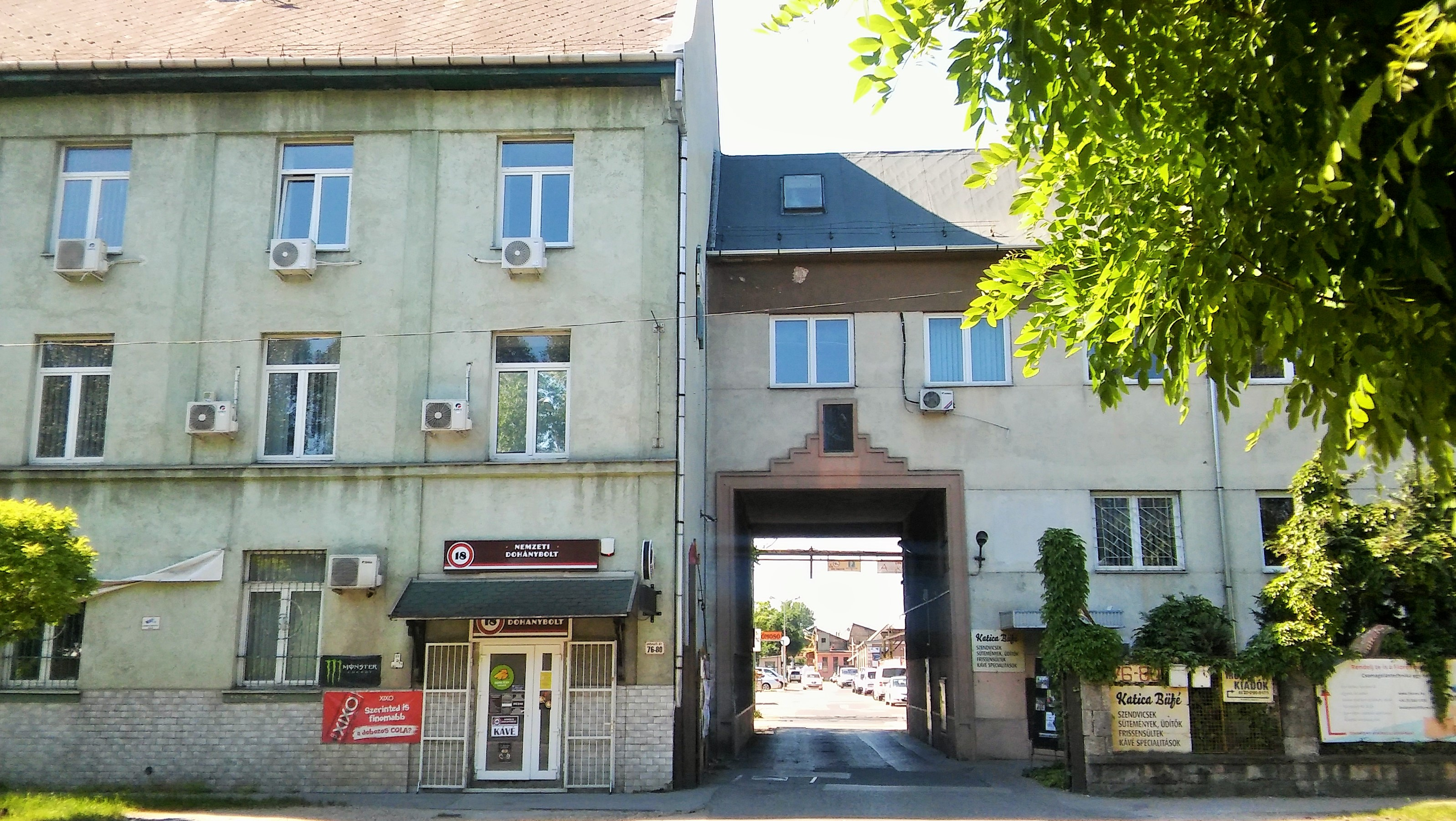